# 양인섭
양인섭(1939년 4월 7일 ~ )은 대한민국의 정치인이다. 제43대 진도군수를 역임했다.

## 역대 선거 결과
|  | 42.1% |

|  | 56.41% |

|  | 46.89% |

|  | 54.42% |